# Chonyi
Le chonyi est une langue bantoue parlée dans le comté de Kilifi au Kenya.